# Aquinói Szent Tamás értelmezése arról, hogy Jézus Isten jobbján ül
Aquinói Szent Tamás értelmezése arról, hogy Jézus Isten jobbján ül az Aquinói Szent Tamás által írt Summa Theologiae harmadik részében szerepel. Része a szerző Hiszekegyről szóló elmélkedésének, és Jézus, valamint a szentek megdicsőüléséről szól.
Az értelmezés szerint nem fizikai helyről van szó, mivel Isten lélek; emiatt testtel kapcsolatos dolgok, például elhelyezkedés nem állítható róla. Egy másik vélemény szerint ekkor Isten Jézus bal oldalán ülne, ami nyomorúságot jelentene. Isten jobbján ülni viszont dicsőséget, boldogságot, gyönyörűséget jelenti. Mivel mi is válhatunk szentté, azért lehet, hogy mi is együtt fogunk ülni Jézussal.
A végkövetkeztetés az, hogy mindezekben egyedül Jézus részesül; azonban általa a szentek is Isten boldogságában élnek, és bírói hatalmat kapnak, hiszen a szentek együtt ülnek Jézussal.
A Summa Theologiae  Aquinói Szent Tamás egyik fő műve, amit 1265-től 1274-ig írt. A skolasztikában több szerző is írt hasonló összefoglaló művet. A skolasztikában a hit és a tudás egymásra vonatkozik. Követi a kinyilatkoztatás szerkezetét, és a filozófia eszközeivel magyarázza.

## Hatalomgyakorlás
Az elhelyezkedés nem térbeliségre utal már csak azért sem, mert István, az első vértanú állni látta Jézust az Atya jobbján. Az ülés jelenthet nyugalmat, lakást is. Tehát Jézus az Atya boldogságában lakik. További jelentése a királyi, bírói hatalomgyakorlás, mint társuralkodó. 
A szerző itt további teológusokra utal, akik egyetértenek abban, hogy nem testi helyzetről van szó. Az idézett szerzők közé tartozik Szent Ágoston, Damaszkuszi Szent János és Nagy Szent Gergely.

## Megilleti-e Jézust

### Isteni természete szerint
Isteni természete szerint Jézus inkább az Atya jobbja, így nem ülhet az Atya jobbján. Továbbá felvették a mennybe, de isteni természete miatt erre nem lett volna szüksége, hiszen erre amúgy is jogosult lett volna. Isteni természete egyenlő a másik két személlyel, így a Szentlélek és Az Atya is mind egymás jobbján ül.
A szerző nem ért egyet a fenti következtetéssel. Válasza az, hogy az Atya jobbjának mind a három személy nevezhető, mivel ez metafora. A második ellenvetésre azt válaszolja, hogy a felemeltetésre emberként volt szüksége, ám isteni méltósága isteni természete miatt illeti meg. A harmadik érvet pedig azzal cáfolja, hogy igen, a Szentlélek ülhet Jézus, vagy az Atya jobbján, de az Atya nem ülhet az ő jobbjukon, mivel ők származnak tőle, nem pedig fordítva.
A Fiú, mint isteni személy, méltán társuralkodója az Atyának, és méltán van együtt vele dicsőségben, méltóságban, boldogságban. Ezt jelenti az, hogy az Atya jobbján ül.
Ezekben egyet ért Damaszkuszi Szent Jánossal és Szent Ágostonnal.

### Emberi természete szerint
A felvetődő állítás szerint természetesen nem illeti meg Jézust emberi természete szerint ez a hely, hiszen mégiscsak ember, aki nem lehet egyenlő Istennel. 
A szerző nem ért egyet a felvetődő állítással. Ugyanis Jézus embersége egységben van istenségével, így nem méltatlan. Az Atyának való alávetettség is, mint emberre vonatkozik, azonban a tőle kapott bírói hatalom és boldogság miatt mégiscsak jár neki ez a hely. Az adományokban való részesedés a felvett természethez is tartozik.
A természetek különböznek, de Jézus részesült a személy egységében, emiatt emberként is az Atya fia. Továbbá megszentelő kegyelemből is részesült, ami minden teremtménynél nagyobb hatalommal is felruházta. A személy egysége miatt Jézus, mint ember is ülhet az Atya jobbján.

## Jézus kiváltsága
Több érv is szól amellett, hogy az Atya jobbján ülés nem Jézus kiváltsága, hanem a szentek is részesülnek belőle. Így az Efezusiakhoz írt levél, Máté evangéliumában és a Jelenések könyvében hasonló képek szerepelnek a szentek boldogságáról. Szent Ágoston is emellett érvel, azzal, hogy az Atya boldogságában lakásban a szentek is részesülnek.
Ellenérv lehet, hogy ezekben a képekben nem az Atya jobbja, hanem a Jézussal kifejezés szerepel, valamint a Zsidókhoz írt levél szerint sz Atya az angyaloknak sem engedte meg, hogy a jobbján üljön. Még kevésbé engedi meg egy embernek.
A szerző az ellenérvet támogatja. Ugyanis az Atya jobbján ülni többet jelent annál, mint az Atya boldogságában részesülni. Jézusra azért vonatkozik, mert isteni természete van, valamint minden embernél jobban részesült az Atya adományaiban. Saját hatalma által, természetszerűleg is birtokolja ezt a boldogságot.
De ez nem jelenti azt, hogy a szentek nem részesülnek a boldogságból vagy a hatalomból. Isten fel fog támasztani minket is, ahogy Jézust. Jézus által részesednek a boldogságból és a bírói hatalomból. Az isteni dicsőségből azonban nem, mivel az még az angyaloknak is elérhetetlen.